# Río Colorado (Tucumán)
Río Colorado es una localidad argentina ubicada en el departamento Leales de la provincia de Tucumán. Se encuentra en el cruce de la ruta nacional 157 con la ruta provincial 323, a 1 km al este del río Famaillá y 3 km al oeste del río Colorado. La ruta 157 la vincula al norte con Bella Vista y al sur con Simoca, en tanto que la ruta 323 la comunica al noroeste con Famaillá.
En 1926 se inauguró un ramal de ferrocarril para unir Famaillá con Río Colorado.

## Población
Cuenta con 1,077 habitantes (Indec, 2010), lo que representa un incremento del 5% frente a los 1,029 habitantes (Indec, 2001) del censo anterior.
| Gráfica de evolución demográfica de Río Colorado entre 1991 y 2010 |
|                                                                    |
| Fuente: Censos nacionales del INDEC                                |